# Список картин Леонардо да Вінчі

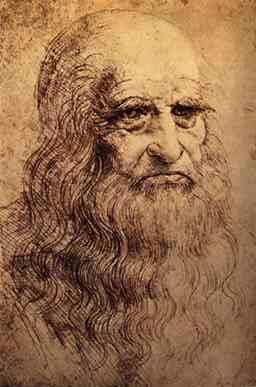
Леонардо да Вінчі

Леонардо да Вінчі (італ. Leonardo da Vinci, 15 квітня 1452 в Анкіано, коло Вінчі — 2 травня 1519 в замку Кло-Люсе, Амбуаз) — видатний італійський вчений, дослідник, винахідник і художник, архітектор, анатоміст і інженер, одна з найвизначніших постатей італійського Відродження.
Нижче перераховані картини Леонардо да Вінчі
| Фото | Назва                                                          | Дата      | Розміри (см)  | Техніка                              | Країна          | Місто           | Місце зберігання                  | Примітки |
| ---- | -------------------------------------------------------------- | --------- | ------------- | ------------------------------------ | --------------- | --------------- | --------------------------------- | -------- |
|      | Мадонна Дрейфус                                                | 1469      | 15,7 x 12,8   | олія                                 | США             | Вашингтон       | Національна галерея мистецтва     |          |
|      | Благовіщення                                                   | 1472-1475 | 98 x 217      | олія і темпера                       | Італія          | Флоренція       | Уффіці                            |          |
|      | Мадонна з гвоздикою                                            | 1473      | 62 x 47,5     | олія                                 | Німеччина       |                 |                                   |          |
|      | Портрет Джиневри де Бенчі                                      | 1474      | 38,8 x 36,7   | олія і темпера                       | США             | Вашингтон       | Національна галерея мистецтва     |          |
|      | Хрещення Христа                                                | 1475-1478 | 177 × 151     | олія і темпера                       | Італія          | Флоренція       | Уффіці                            |          |
|      | Мадонна Бенуа                                                  | 1478-1482 | 48 x 31       | олія                                 | Росія           | Санкт-Петербург | Ермітаж                           |          |
|      | Святий Єронім у пустелі                                        | 1480      | 103 x 75      | олія                                 | Ватикан         | Рим             | Пінакотека Ватикану               |          |
|      | Поклоніння волхвів                                             | 1481-1482 | 246 x 243     | олія                                 | Італія          | Флоренція       | Уффіці                            |          |
|      | Мадонна в скелях                                               | 1483-1486 | 199 x 122     | олія                                 | Франція         | Париж           | Лувр                              |          |
|      | Портрет музиканта                                              | 1485      | 44,7 x 32     | олія                                 | Італія          | Мілан           | Пінакотека амброзіана             |          |
|      | Пані з горностаєм                                              | 1488-1490 | 54,8 x 40,3   | олія                                 | Польща          | Краків          | Музей Чарторижського              |          |
|      | Прекрасна Ферроньєра                                           | 1490-1495 | 63 x 45       | олія                                 | Франція         | Париж           | Лувр                              |          |
|      | Мадонна Літта                                                  | 1490      | 42 x 33       | темпера                              | Росія           | Санкт-Петербург | Ермітаж                           |          |
|      | Мадонна в скелях                                               | 1494-1508 | 189,5x120     | олія                                 | Велика Британія | Лондон          | Національна галерея               |          |
|      | Таємна вечеря                                                  | 1494-1498 | 460 x 880     | олія                                 | Італія          | Мілан           | Монастир Санта-Марія делле Граціє |          |
|      | Жіночий портрет у профіль                                      | 1495      | 33 x 23       | крейда і чорнило                     | Канада          | ?               | Приватна колекція                 |          |
|      | Портрети герцогів Мілана зі своїми дітьми                      | 1497      | ?             | олія і темпера                       | Італія          | Мілан           | Монастир Санта-Марія делле Граціє |          |
|      | Сплітаються рослини з плодами і монохромним корінням і камнями | 1498      | ?             | темпера                              | Італія          | Мілан           | Кастелло Сфорцеско                |          |
|      | Спаситель світу                                                | 1493      | 66 x 46       | олія                                 | США             | ?               | Приватна колекція                 |          |
|      | Портрет Ізабелли д'Есте                                        | 1500      | 63 x 46       | чорна крейда, сангіна, пастель жовта | Франція         | Париж           | Кабінет креслень                  |          |
|      | Мадонна з веретеном                                            | 1501      | 48,3 x 36,9   | олія                                 | Велика Британія | Единбург        |                                   |          |
|      | Мадонна з веретеном                                            | 1501      | 50,2 x 36,4   | олія                                 | США             | Нью Йорк        | Приватна колекція                 |          |
|      | Коробка святої Анни                                            | 1501-1505 | 141,5 x 104,6 | чорна крейда, білила                 | Велика Британія | Лондон          | Національна галерея               |          |
|      | Мона Ліза                                                      | 1503-1514 | 77 x 53       | олія                                 | Франція         | Париж           | Лувр                              |          |
|      | Голова жінки                                                   | 1508      | 24,7 x 21     |                                      | Італія          | Парма           | Національна галерея Парми         |          |
|      | Іоанн Хреститель                                               | 1508-1513 | 69 x 57       | олія                                 | Франція         | Париж           | Лувр                              |          |
|      | Свята Анна, Мадонна з немовлям і ягням                         | 1510-1513 | 168 x 130     | олія                                 | Франція         | Париж           | Лувр                              |          |
|      | Вакх                                                           | 1510-1515 | 177 x 115     | олія                                 | Франція         | Париж           | Лувр                              |          |